# Correio do Minho
O Correio do Minho é um jornal bracarense, de âmbito regional (Minho) e com periodicidade diária, tendo como diretor, desde 2007, Paulo Monteiro. A sede do jornal situa-se na Praceta do Magistério, na freguesia de Maximinos, no concelho de Braga.
Este jornal dedica-se aos problemas da região do Minho. Retrata recorrentemente instituições económicas, administrativas, políticas, educativas e desportivas.

## Antecedentes
“O título Correio do Minho, que iniciou a sua publicação em 1926, não é um título inédito, uma vez que, entre 1902 e 1907, tinha existido um jornal, em Braga, exatamente com o mesmo título. O primeiro número surgiu a 3 de janeiro de 1902, sob a égide de Rodrigues Carvalho, um bracarense que se destacou no plano político, tendo ocupado cargos como o de Presidente da Câmara dos Deputados, Presidente da Câmara dos Pares do Reino e Presidente da Assembleia Geral do Banco do Minho..
O Correio do Minho que existiu nesse período, foi o sucessor do jornal O Progressista (que existiu em Braga entre 1892 e 1900) e foi o antecessor do jornal Correio do Norte, que substituiu o Correio do Minho e que foi publicado entre 1907 e 1911” (Gomes, 2011: 13).

## História
O jornal Correio do Minho foi fundado no dia 6 de Julho de 1926 por um grupo de jornalistas, tendo como primeiro Diretor Álvaro Pipa.
O seu aniversário teve duas datas distintas, uma vez que, de 1926 a 1933, era comemorado no dia da sua fundação mas, entre 1934 a 1973, anos em que passou a ser propriedade da União Nacional, a data começou a ser assinalada a 3 de Abril, dia correspondente à primeira edição do jornal nesta sua nova fase.
A história, de sucessos e insucessos, deste jornal ficou marcada por três majestosos momentos: de 1926 a 1934, ano em que ficou sob a égide da União Nacional do distrito de Braga, deixando de ser propriedade privada; desde 1934 a 1974, época em que teve de servir os interesses do Estado Novo e, por último, de 1974 até agora, período da democracia.
A partir de 1974 (salvo os primeiros meses de 1974 e 1975), viu a sua actividade condicionada ora pelo Governo Civil, ora pela Câmara Municipal de Braga. Em 1999, conquistou uma total liberdade editorial através da sua privatização.
Deste modo, a história da região minhota e do país cruza-se com a do Correio do Minho.
Este jornal também “ganha voz”, graças às ações de solidariedade que tem vindo a desenvolver ao longo dos anos.
Com uma história repleta de histórias, o presente periódico contribui diariamente para a afirmação nacional e internacional da região do Minho.

## Lista de diretores
1º Álvaro Pipa (6 de Julho de 1926 a 1 de Abril de 1934);
2º José Maria da Rocha (2 de Abril de 1934 a 5 de Maio de 1935);
3º António da Cunha Matos (6 de Maio de 1935 a 9 de Junho de 1936);
4º Manuel Araújo (diretor interino de 10 de Agosto de 1936 a 3 de Abril de 1937; diretor de 5 de Abril de 1937 a 14 de Outubro de 1938);
5º Alexandrino Costa (diretor interino de 15 de Outubro de 1938 a 19 de Janeiro de 1939);
6º Joaquim de Magalhães Chaves (diretor interino de 20 de Janeiro de 1939 a 10 de Janeiro de 1940 e diretor de 11 de Janeiro de 1940 a 8 de Maio de 1940);
7º José Sarmento de Matos (9 de Maio de 1940 a 24 de Março de 1942);
8º Henrique Cabral (25 de Março de 1942 a 2 de Novembro de 1945);
9º Videira Pires (3 de Novembro de 1945 a 15 de Março de 1946);
10º Aníbal Mendonça (diretor interino de 16 de Março de 1946 a 26 de Maio de 1946);
11º Francisco Miranda de Andrade (26 de Maio de 1946 a 1 de Maio de 1949);
12ª Francisco de Matos Chaves (1 de Maio de 1949 a 9 de Novembro de 1950);
13º Graciliano Marques (10 de Novembro de 1950 a 5 de Julho de 1958);
14º Manuel Araújo (diretor interino de 5 a 9 de Julho de 1958 e diretor de 10 de Julho de 1958 a 18 de Dezembro de 1960);
15º Teófilo Esquível (19 de Dezembro de 1960 a 12 de Outubro de 1961);
16º Sérgio da Silva Pinto (13 de Outubro de 1961 a 13 de Janeiro de 1963);
17º Benjamim de Oliveira Salgado (15 de Janeiro de 1963 a 12 de Abril de 1970);
18º Joaquim Gonçalves de Macedo (14 de Abril de 1970 a 26 de Abril de 1974);
19º Victor de Sá (diretor provisório de 3 de Maio de 1974 a 2 de Fevereiro de 1975);
20º José Manuel Mendes (diretor interino de 3 de Fevereiro de 1975 a 21 de Fevereiro de 1975);
21º Samuel Cunha (22 de Fevereiro de 1975 a 27 de Setembro de 1979);
22º Paulo Fafe (diretor interino de 28 de Setembro de 1979 a 23 de Abril de 1980);
23º Jorge Cruz (diretor interino de 25 de Abril de 1980 a 26 de Outubro de 1980);
24º Henrique Robles (29 de Outubro de 1980 até 8 de Julho de 1981);
25º Manuel Coutinho (9 de Julho de 1981 a 15 de Dezembro de 1981);
26º Jorge Cruz (28 de Janeiro de 1982 a 16 de Outubro de 1986);
27º José Ferreira Salgado (28 de Agosto de 1987 a 31 de Março de 1989);
28º Leovigildo da Graça Palmeira (2 de Abril de 1989 a 21 de Dezembro de 1990);
29º Rui Madeira (diretor interino de 23 de Dezembro de 1990 a 5 de Dezembro de 1991);
30º António da Costa Guimarães (diretor interino de 6 de Dezembro de 1991 a 27 de Dezembro de 1991 e diretor de 28 de Dezembro de 1991 a 31 de Janeiro de 2007);
31º Paulo Nuno Meneses Monteiro (diretor interino de 1 de Fevereiro de 2007 a 16 de Fevereiro de 2007 e diretor desde 17 de Fevereiro de 2007 até atualmente)